# Římskokatolická farnost Mikulčice
Římskokatolická farnost Mikulčice je jedno z územních společenství římských katolíků v hodonínském děkanství s farním kostelem Nanebevzetí Panny Marie.

## Území farnosti
- Mikulčice
- Těšice

## Historie farnosti
Mikulčice jsou v nejstarších písemných památkách zmiňovány roku 1052. V roce 1131 jsou zapsány jako součást břeclavského kostela. Pod patronátem tamní vrchnosti byla i fara. Jako farnost olomoucké diecéze jsou zapsány v jejím katalogu v roce 1383. Poté, co Kuruci (uherští povstalci) vypálili roku 1683 obec včetně kostela a fary, odstěhoval se farář do Moravské Nové Vsi. V Mikulčicích začal působit kaplan roku 1721, prvním farářem znovu samostatné farnosti byl roku 1835 ustanoven Augustin Gabriel. 

## Duchovní správci
Jména duchovních správců jsou známa od přelomu 17. a 18. století. Farářem byl od 1. srpna 2014 ustanoven R. D. ThLic. Michael Špaček, Th.D., který přišel z farnosti Ždánice. Ten v březnu 2022 zemřel a farnost byla dočasně svěřena do rukou správců hodonínské farnosti, otců děkana Josefa Zouhara a kaplana Milana Werla, který též dojížděl vyučovat náboženství. Od 5. srpna 2022 byl farářem R. D. Mgr. Bohumil Urbánek (přišel ze Starého Hobzí, na vlastní žádost odešel k 31. červenci 2024). Od 1. srpna 2024 je excurrendo administrátorem R. D. Mgr. Zdeněk Fučík ze sousední Moravské Nové Vsi. 

## Bohoslužby
| Kostel                  | Místo     | Bohoslužba         | Bohoslužba                    | Poznámka     |
| ----------------------- | --------- | ------------------ | ----------------------------- | ------------ |
| Nanebevzetí Panny Marie | Mikulčice | neděle úterý pátek | 9.00 18.00 (dětská mše) 18.00 | farní kostel |

## Aktivity ve farnosti
Na 22. říjen připadá Den vzájemných modliteb farností za bohoslovce a bohoslovců za farnosti brněnské diecéze. Adorační den se koná 3. července.
Ve farnosti se pravidelně pořádá tříkrálová sbírka. V roce 2014 se při ní vybralo 35 659 korun, o rok později 42 232 korun. V roce 2016 se při sbírce vybralo 38 043 korun. 